# Batalla de Alcalá (1129)
La Batalla de Alcalá (también conocida como Batalla de Cullera) fue una batalla librada en el castillo dels Alcalans entre el Reino de Aragón y el Califato Almorávide en el año 1129.

## Contexto
Alfonso el Batallador aprovechó la decadencia de la Dinastía Almorávide y conquistó Zaragoza en 1118, Calatayud y Daroca en 1120. En 1128, Alfonso I de Aragón atacó la región de Valencia. Los almorávides respondieron enviando un ejército recién llegado del interior de Marruecos, el cual se unió a la caballería africana del gobernador de Sevilla con el objetivo de dar caza a Alfonso de Aragón. La batalla fue librada en el Castillo dels Alcalans, lo que resultó en una victoria aragonesa.

## Consecuencias
Según el poeta valenciano-musulmán Ibn al-Abbar, la desastrosa derrota de los almorávides hizo que el Xarq al-Ándalus perdiera popularidad y, con el tiempo, conduciría a la proclamación de varios segundos reinos de taifas en el Xarq al-Ándalus, a partir del 1144 en Valencia.